# Invernadero del Hong Kong Park
El Invernadero del Parque Hong Kong, en inglés: Park Hong Kong Conservatory o también Forsgate Conservatory (en mandarín: 香港公園溫室 en pinyin: Xiānggǎng gōngyuán wēnshì ), es un invernadero y jardín botánico con una extensión de 1.400 m² que se encuentra en el interior del Parque de Hong Kong en el Distrito Central de Hong Kong.

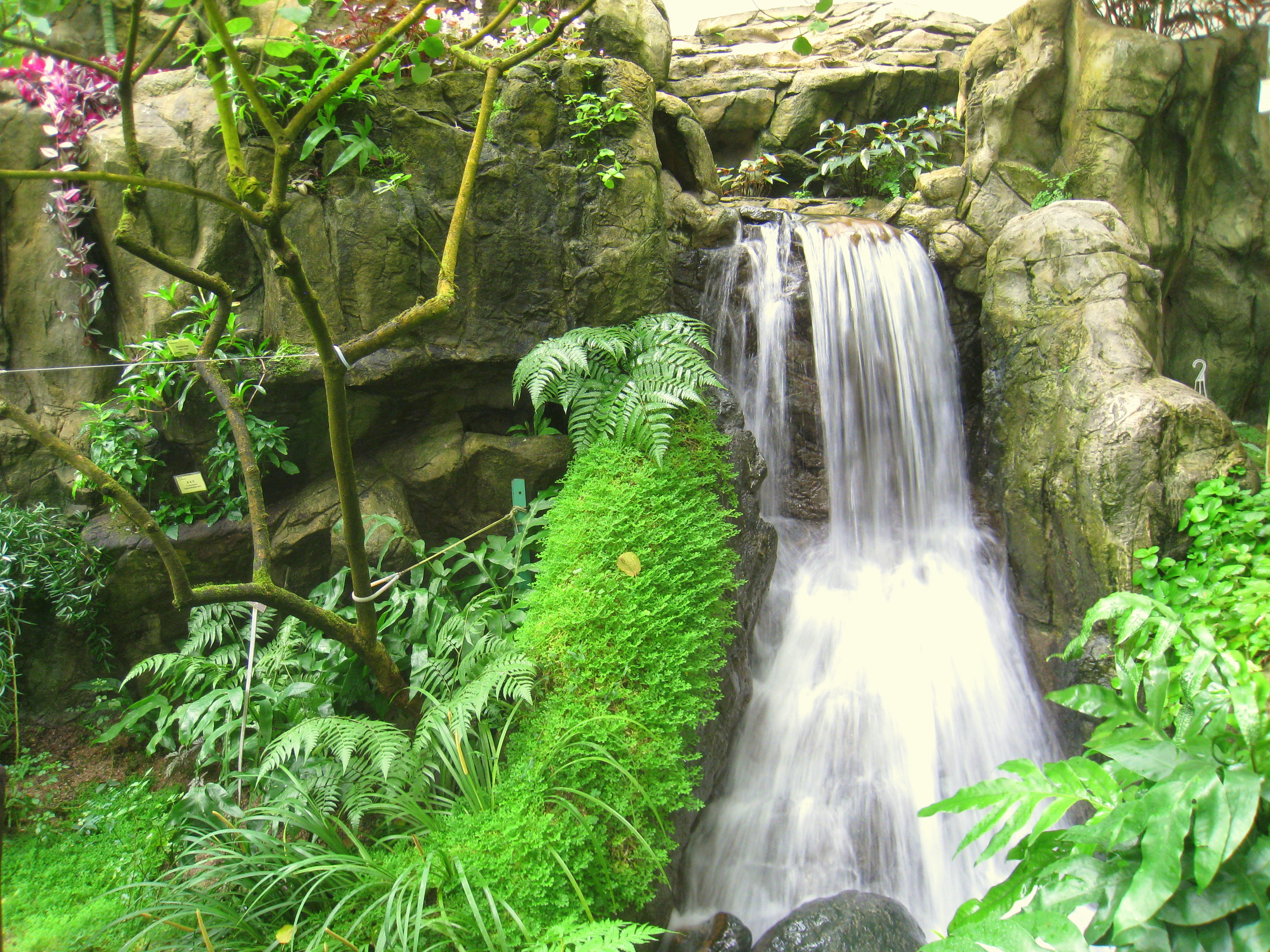
Cascada en el interior del invernadero.

## Localización
El "Forsgate Conservatory", se encuentra situado en el Distrito Central de Hong Kong.
Planos y vistas satelitales.22°16′38.96″N 114°9′42″E / 22.2774889, 114.16167

## Historia
Parte del lugar que ocupa el Parque de Hong Kong se conocía como Cantonment Hill en 1841, a comienzos de la etapa colonial. 
Esta zona corresponde a la parte superior de las antiguas Victoria Barracks, construidas entre 1867 y 1910, que fueron entregadas al gobierno en 1979. 
La Escuela de Secundaria Glenealy ocupó parte de la zona hasta 1988. Después de que la escuela desocupara la zona, se construyó el parque actual. 
El Parque de Hong Kong fue abierto oficialmente el 23 de mayo de 1991 por el Gobernador de Hong Kong Sir David Wilson. 
Tiene una superficie de ocho hectáreas y es un ejemplo destacado de diseño e instalaciones modernas mezcladas con el paisaje natural.
La construcción del parque fue un proyecto conjunto del Consejo Urbano (disuelto en 1999) y el Royal Hong Kong Jockey Club (renombrado Hong Kong Jockey Club en 1996).
El diseño del parque ganó el Premio de Honor de Diseño Urbano (1998) de la Sección de Hong Kong del Instituto Americano de Arquitectos.
El parque fue elegido como uno de los diez mejores edificios de la década de 1990 por una revista de edificios en marzo de 2000.

## Colecciones
Sus colecciones de plantas procedentes de todo el mundo se exhiben en ambientes tropicales,  subtropicales y desérticos.
El invernadero consta de tres ambientes climáticamente diferentes: 
Una sección de la exposición son diferentes géneros y familias de plantas. Cerca de 30 diferentes grupos de estas plantas están distribuidas todo el año aquí expuestas. 
Una segunda sección se presenta entre una amplia gama de plantas de Sudáfrica, el sudeste de Asia y América. La temperatura se mantiene allí durante todo el año 23-33 °C con una humedad elevada.
En la tercera sección se presentan las especies de plantas nativas de climas áridos. En esta sección la temperatura se mantiene a 33 grados Celsius y una humedad de solo 60%.

Ambientes
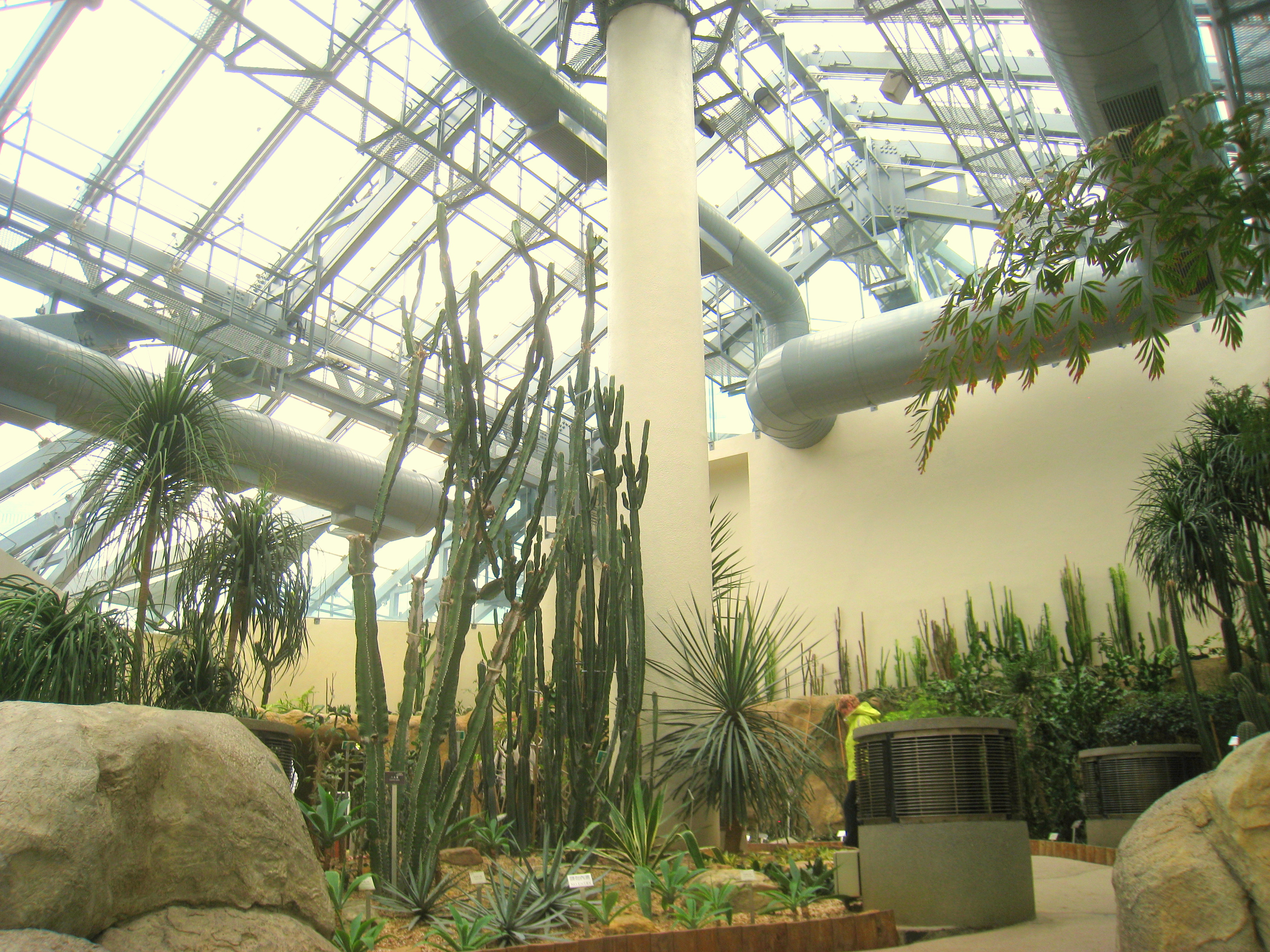
"Dry Plant House" (Casa de las plantas de climas áridos).
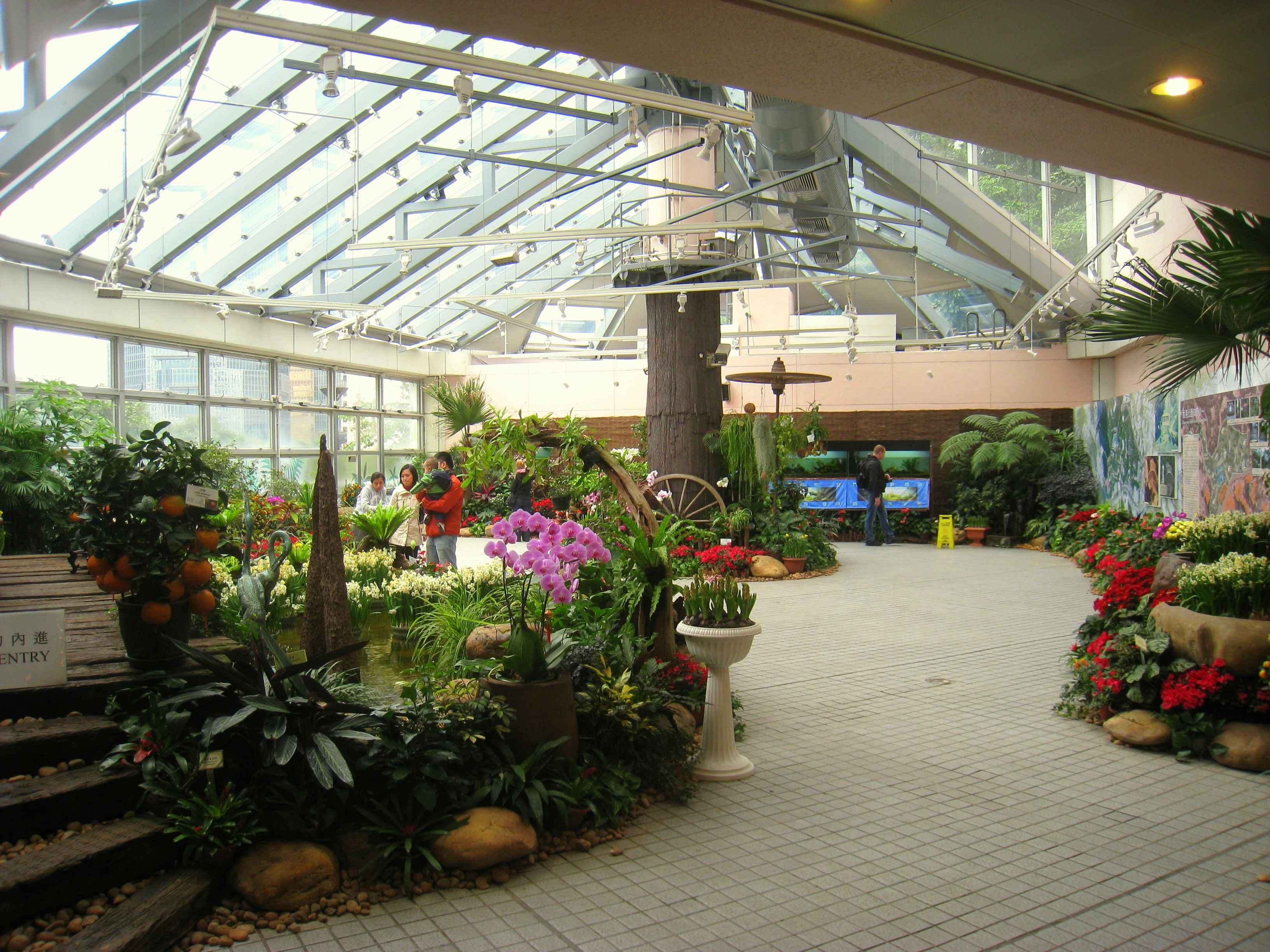
"Display Plant House" (Casa de las plantas de exposición).
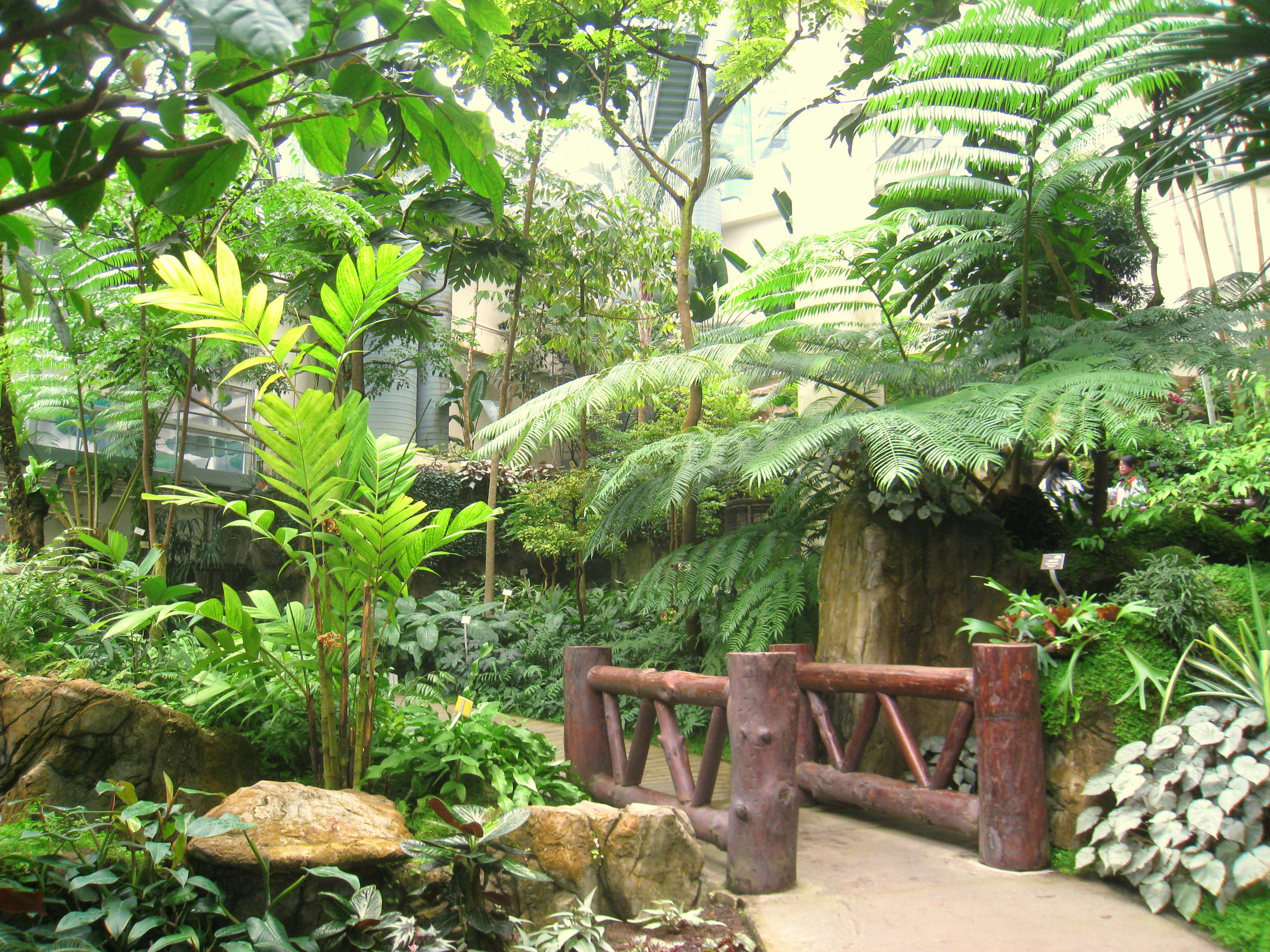
"Humid Plant House" (Casa de las plantas de climas cálidos húmedos).

En el invernadero (Forsgate Conservatory) se celebran "exposiciones de plantas" temporales, tal como la "Exposición de las Orquídeas". 
Algunas de las especies de plantas cultivadas en el invernadero:

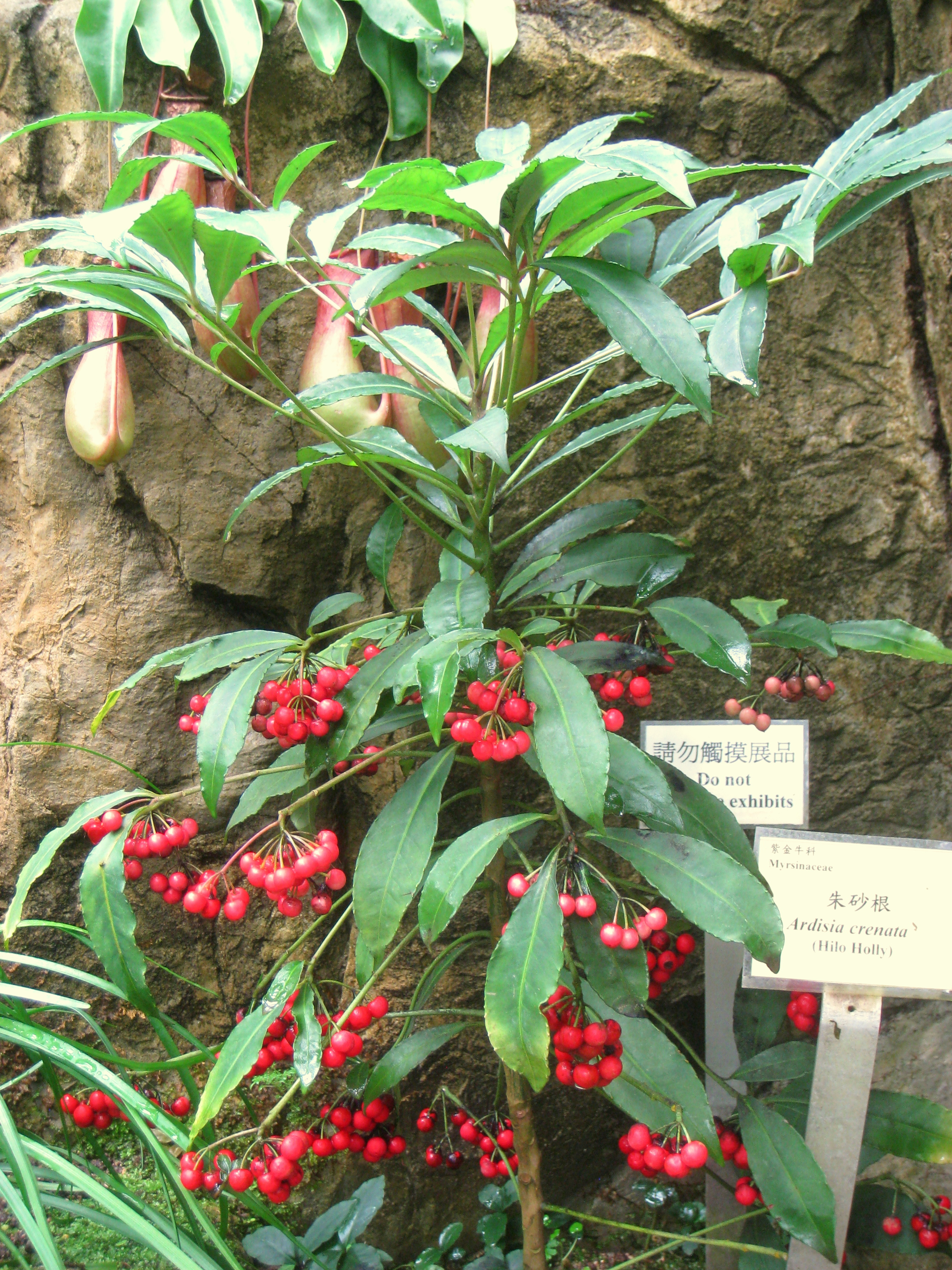
Ardisia crenata en el Hong Kong Park Conservatory.
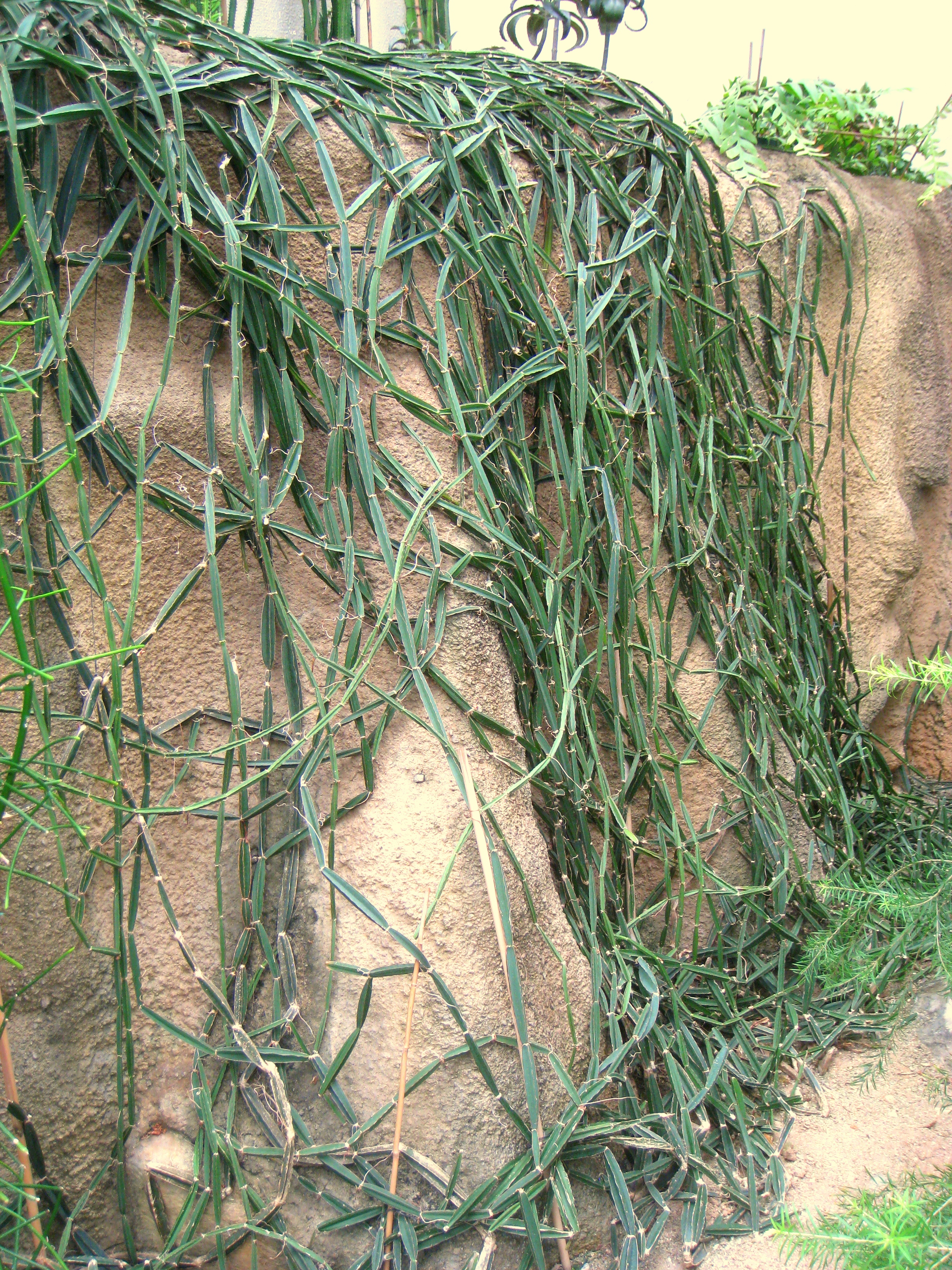
Cissus quadrangularis.
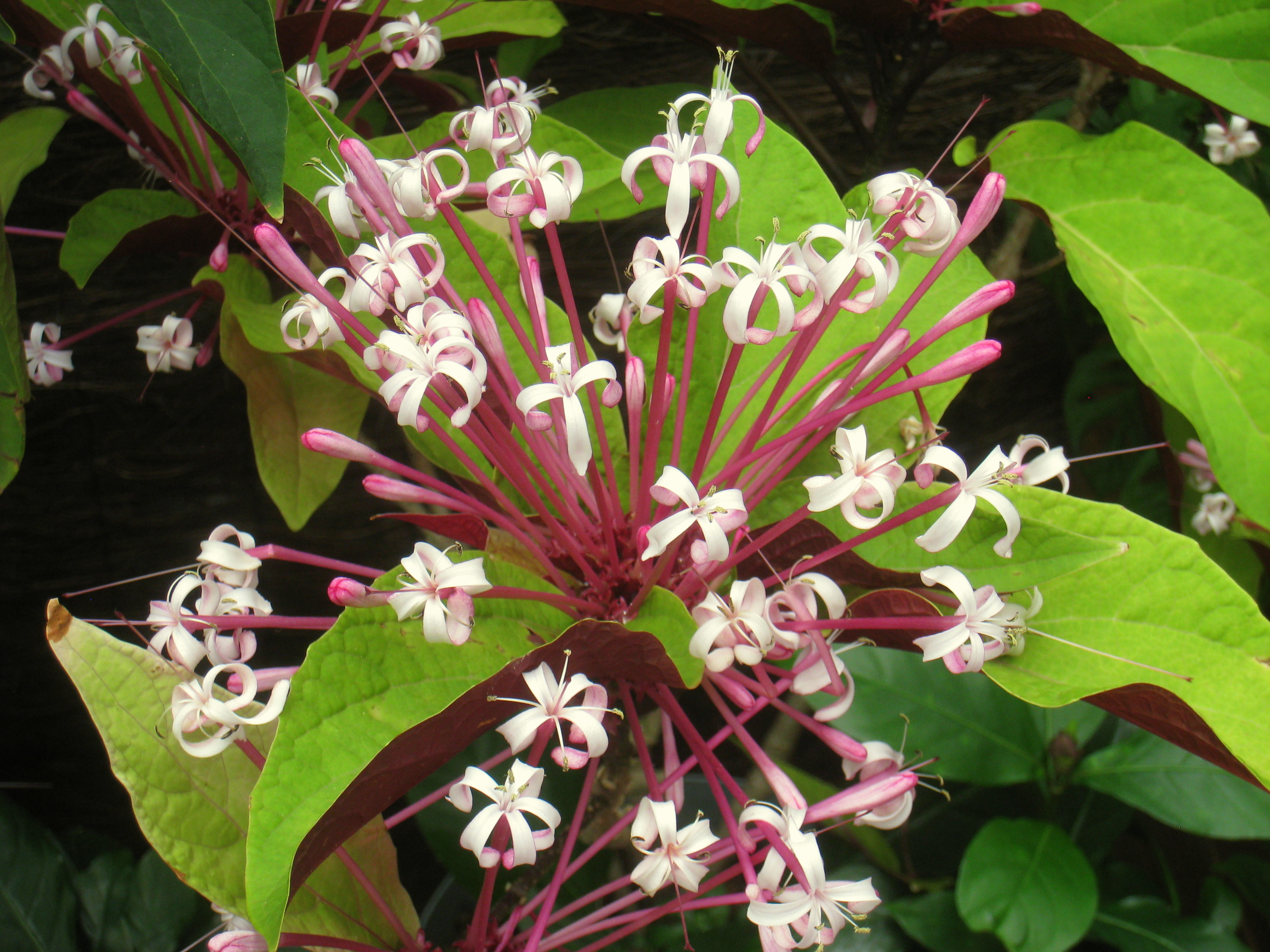
Clerodendrum quadriloculare.
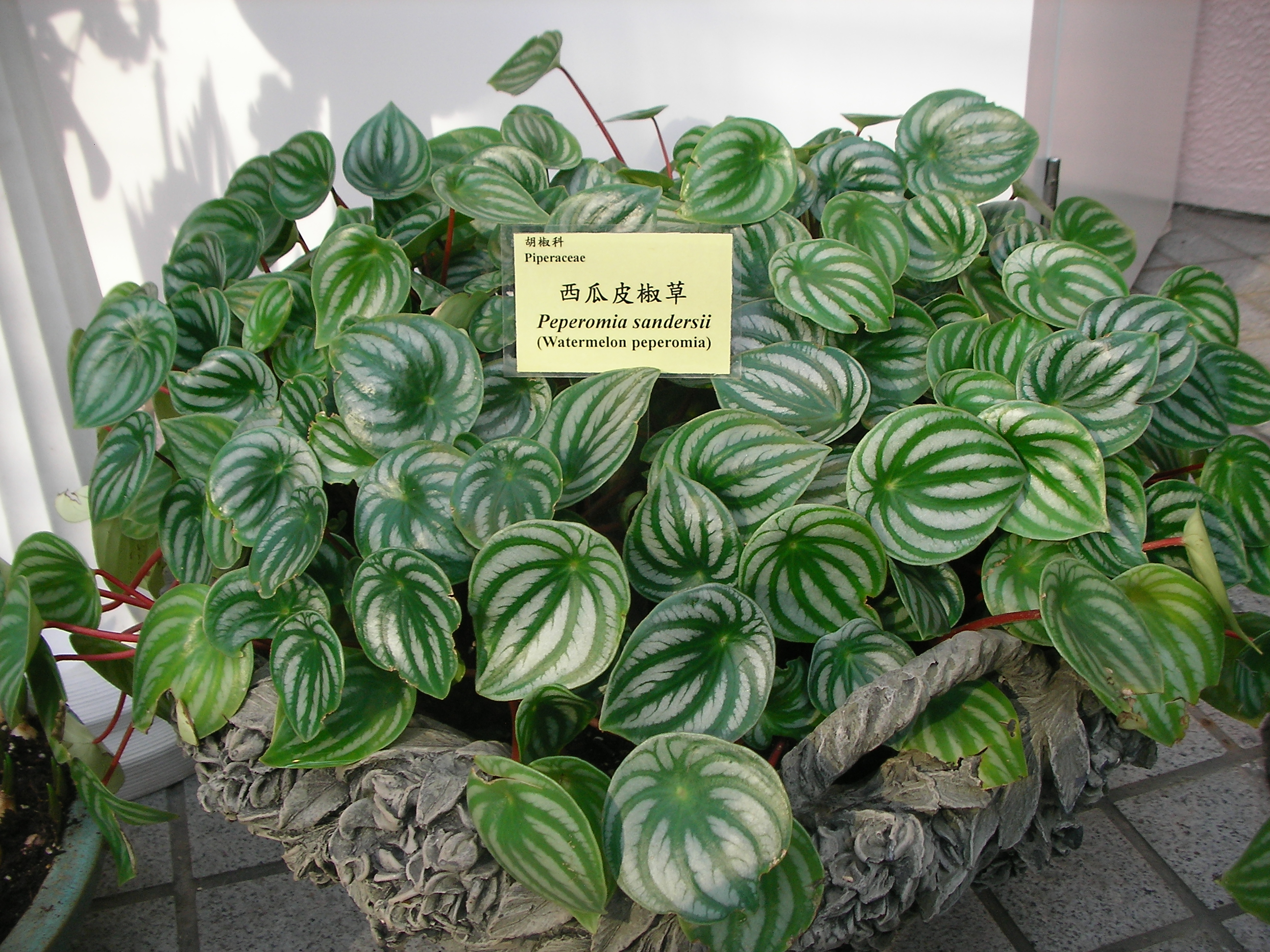
Peperomia sandersii.